# Max Jörg Vorwerk
Max Jörg Vorwerk (* 26. Mai 1934 in Wuppertal; † 12. Februar 2015 ebenda) war ein deutscher Unternehmer und Mäzen.
Max Jörg Vorwerk stammte aus der Unternehmerfamilie Vorwerk in Wuppertal und war deren Gesellschafter. Er engagierte sich für den Vorwerkpark, einen Landschaftspark im Wuppertaler Stadtteil Barmen, Ortsteil Lichtenplatz. Er wandelte den für die Öffentlichkeit nicht zugänglichen privaten Park der Familie in eine Stiftung um und übergab das Anwesen 2003 der Öffentlichkeit. Außerdem war er im erweiterten Vorstand des Barmer Verschönerungsvereins.
Er lebte in Bad Wörishofen und war Mäzen der Sport- und Kulturaktivitäten. Er ist Namensgeber der „Max Jörg Vorwerk Reithalle“ in Bad Wörishofen und erhielt die Verdienstmedaille der Stadt.